# Paul Vlaanderen en het Margo-mysterie
Paul Vlaanderen en het Margo-mysterie is een hoorspelserie naar Paul Temple and the Margo Mystery van Francis Durbridge. Ze werd vanaf 1 januari 1961 door de BBC uitgezonden. Johan Bennik (Jan van Ees) vertaalde ze en de AVRO zond ze uit vanaf zondag 30 september 1962. De muziek was van Koos van de Griend en de regisseur was Dick van Putten.

## Delen
- Deel 1: De mantel (duur: 39 minuten)
- Deel 2: Ted Angus (duur: 43 minuten)
- Deel 3: George Kelburn verandert van mening (duur: 38 minuten)
- Deel 4: Bill Fletcher vertelt (duur: 38 minuten)
- Deel 5: Villa “De Golfbreker” (duur: 42 minuten)
- Deel 6: Hoofdzakelijk over Tony Wyman (duur: 39 minuten)
- Deel 7: Vlaanderen maakt zich zorgen (duur: 39 minuten)
- Deel 8: De bezoeker (duur: 38 minuten)

## Rolbezetting
- Jan van Ees (Paul Vlaanderen)
- Eva Janssen (Ina, zijn vrouw)
- Louis de Bree (Sir Graham Forbes)
- Huib Orizand (inspecteur Rain)
- Rob Geraerds (Mike Langdon)
- Donald de Marcas (Charlie)
- Dick van ’t Sant (Dr. MacCarthy & Ken Sinclair)
- Harry Bronk (Tony Wyman)
- Dogi Rugani (Linda Kelburn)
- Nora Boerman (een stewardess)
- Ingrid van Benthem (een telefoonjuffrouw & Elsie Jackson )
- Jo Vischer jr. (een man & een kelner)
- Wam Heskes (George Kelburn)
- Frans Somers (Dr. Jenkins & inspecteur Burton)
- Jos van Turenhout (Ted Angus)
- Jan Borkus (Larry Cross)
- Elly den Haring (Jane & een dienstmeisje)
- Tonny Foletta (Fred Harcourt)
- Peronne Hosang (Dr. Benkaray)
- Alex Faassen jr. (Bill Fletcher)
- Nel Snel (Mrs. Harcourt)
- Chiel de Kruijff (een bankbediende)
- Han König (een bankdirecteur & Oscar)
- Johan Wolder (een brigadier)
- Hans Simonis (een receptionist)
- Joke Hagelen (Fiona Scott)
- Wiesje Bouwmeester (een waarzegster & Mrs. Perkins)
- Henk Josso (de vicaris)
- André Carrell (een gevangenisdirecteur)
- Dick Scheffer (Midge Harris)
- Jan Verkoren (inspecteur Milton)
- Paul Deen (Wally Stone)
- Irene Poorter (een verpleegster)
- Corry van der Linden (een omroepster)

## Inhoud
Als de schrijver van detectiveverhalen Paul Vlaanderen van een reis door de Verenigde Staten terugkeert, is zijn vrouw Ina verdwenen. Vlaanderen denkt dat ze ontvoerd is. Hij vindt haar wagen op de luchthaven, waar ze haar man wilde afhalen. Op de bank achter in de wagen ligt een mantel met een klein merklabel: "Margo"…